# Ridge Racer Unbounded
Ridge Racer Unbounded è un videogioco di corsa per Microsoft Windows, PlayStation 3 ed Xbox 360 uscito a marzo 2012, parte della ventennale serie di videogiochi Ridge Racer. Il videogioco è stato pubblicato dalla Namco Bandai e sviluppato dalla Bugbear Entertainment. Unbounded è il primo gioco della serie (senza contare R: Racing Evolution) a ricevere "Teen" come giudizio della ESRB, nonché il primo ad essere disponibile anche per PC.
Il gioco è dotato di una modalità single player in cui l'obiettivo sarà quello di convincere Kara Shindo, capo della gang Unbounded, delle nostre capacità attraverso una serie di spettacolari eventi caratterizzati dalla completa interattività con lo scenario, come le Domination Race e le Survival Race.
Presenti anche un corposo Challenge Mode e alcune modalità multiplayer competitive, che offrono la possibilità di gareggiare su circuiti creati grazie al potente editor integrato, il City Creator.
I server multigiocatore sono stati disattivati il 27 febbraio 2015.
Una versione free-to-play del titolo, chiamata Ridge Racer Driftopia, era stata annunciata nel 2013 per PC e PS3, per poi essere cancellata l'anno successivo dopo un periodo di Open Beta.

## Accoglienza
La rivista Play Generation diede alla versione per PlayStation 3 un punteggio di 80/100, apprezzando la giocabilità arcade di sempre e le numerose possibilità date dal multiplayer e dall'editor e come contro l'assenza totale delle licenze, la presenza di diversi rallentamenti fastidiosi e una certa mancanza di spettacolarità, finendo per trovarlo un titolo che non sfruttava appieno il suo potenziale, che risultava comunque accessibile e divertente, in particolar modo nella modalità multigiocatore, che offriva tantissime ore di divertimento.